# 腐皮卷

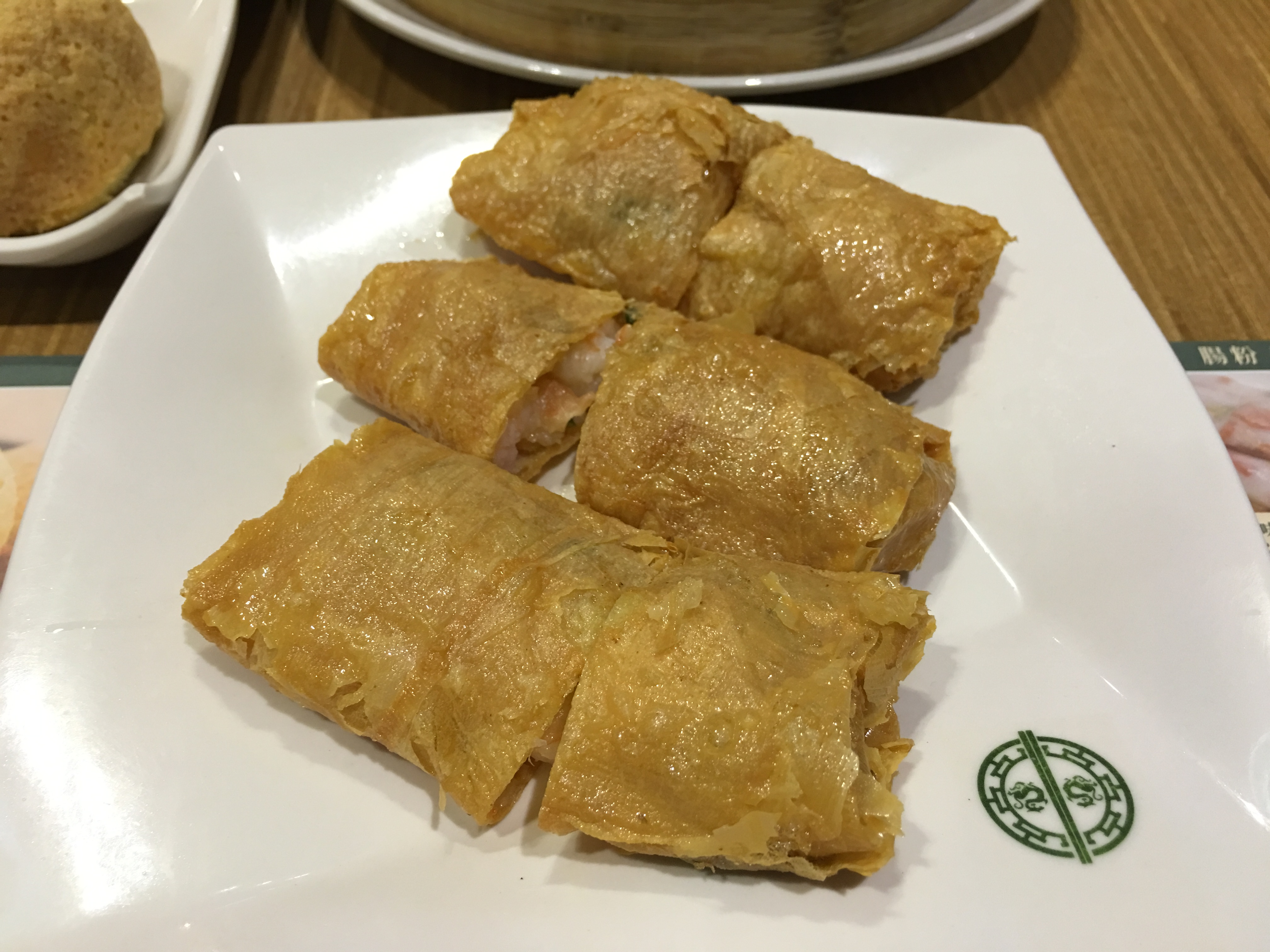
腐皮卷

腐皮卷是廣東及香港茶樓的一種點心，餡料包括腐皮、韭菜和紅蘿蔔。每件腐皮放入適量餡料包成長方狀，以蛋白黏口，燒熱半杯油，將腐皮卷煎至兩面金黃即成。

## 健康問題
食物環境衞生署以化學方法分析香港市面七十五款中式點心的營養含量，包括脂肪總量、飽和脂肪、鈉、膳食纖維、鈣等。發現超過三成點心所提供的熱量，逾半來自脂肪，當中鮮竹卷、腐皮卷的脂肪熱量更超過75％，即是說，這兩款點心所提供的熱量，超過七成五來自脂肪。而攝取過量的脂肪，可引致肥胖及心血管疾病。

## 外部鏈接
维基共享资源上的相關多媒體資源：腐皮卷